# Дементьев, Алексей Андреевич
Алексе́й Андре́евич Деме́нтьев (5 февраля 1940, Каменск-Уральский — 29 ноября 1999, там же) — советский боксёр и тренер по боксу. Выступал на всесоюзном уровне в середине 1960-х годов в первой полусредней весовой категории, бронзовый призёр Спартакиады народов СССР, победитель турниров всероссийского и республиканского значения, мастер спорта СССР. Как тренер воспитал многих талантливых боксёров, в 1987 году удостоен звания заслуженного тренера СССР за подготовку чемпиона Европы и мира Юрия Александрова.

## Биография
Алексей Дементьев родился 5 февраля 1940 года в городе Каменск-Уральский Свердловской области. Рос в многодетной семье, был одним из шести детей у своих родителей.
Активно заниматься боксом начал с раннего детства, проходил подготовку в местной секции, позже присоединился к добровольному спортивному обществу «Труд». Неоднократно побеждал на первенствах Свердловской области и РСФСР, одерживал победы на первенствах Центрального совета ДСО «Труд», победил на Спартакиаде народов РСФСР, в 1964 году получил звание мастера спорта СССР. В 1967 году принимал участие в Спартакиаде народов СССР в Москве и завоевал бронзовую медаль в зачёте первой полусредней весовой категории — в этот момент привлёк к себе внимание тренеров всесоюзного уровня, в частности старший тренер сборной Советского Союза Артём Александрович Лавров пригласил Дементьева тренироваться к себе в Краснодар, но тот отказался, так как в то время уже занимался в Каменске-Уральском тренерской деятельностью и не хотел оставлять своих учеников.
Дементьев вынужден был завязать со спортом на пике боксёрской карьеры из-за внезапного обострения болезни — перенёс сложную операцию по удалению камня из почки, после чего врачи категорически запретили ему выходить на ринг. Тем не менее, он продолжил работать тренером и в течение последующих лет подготовил множество талантливых боксёров, получивших спортивные разряды и звания мастеров спорта. Среди них Фарид Мухаметзянов, Виктор Терещенко, Вячеслав Шемелев и др. Один из самых известных его учеников — чемпион Европы и мира, заслуженный мастер спорта Юрий Александров, является самым титулованным боксёром за всю историю Каменска-Уральского — за его подготовку в 1987 году удостоен почётного звания «Заслуженный тренер СССР».
В 1980 году по приглашению председателя Спортивного комитета Сергея Айвазова Алексей Дементьев переехал на постоянное жительство в город Невинномысск Ставропольского края, где продолжил тренерскую деятельность в местном отделении своего спортивного общества «Труд». Благодаря победам воспитанников по итогам сезона 1983 года был признан лучшим тренером СССР. В течение нескольких месяцев работал по обмену опытом в национальной сборной Ирландии. В 1990 году вместе с А. А. Лавровым отправился тренировать молодёжную национальную команду Турции — имел и здесь успехи, так, уже через два года совместной работы один из его подопечных Нурхан Сулейманоглу одержал победу на чемпионате Европы. По семейным обстоятельствам в 1993 году Дементьев вернулся в Невинномысск и через какое-то время уехал обратно в Каменск-Уральский, продолжив тренерскую деятельность на родине.
Умер 29 ноября 1999 года в возрасте 59 лет от обширного инфаркта миокарда. Похоронен на Волковском кладбище Каменска-Уральского.
В Каменске-Уральском ежегодно проводится мемориальный турнир по боксу, посвящённый памяти Алексея Андреевича Дементьева.